# چنال
چنال (سرده) (نام علمی: Pithecellobium) نام یک سرده از زیرخانواده کهوریان است.